# Табернемонтанус, Якоб Теодор
Я́коб Ди́трих Мю́ллер (нем. Jakob Dietrich Müller, ок. 1522—1590), более известный под латинизированной формой имени Я́коб Теодо́р Табернемонта́нус (Табернемонтан, лат. Jacobus Theodorus Tabernaemontanus) — немецкий врач XVI века, специалист по бальнеологии; один из «отцов ботаники».
Известен как автор травника Neuw Kreuterbuch («Нового травника»), который стал попыткой собрать воедино все знания о лекарственных свойствах растений Европы, при этом для многих растений Табернемонтанус был первым, кто описал их лекарственные свойства. Первое издание травника (в двух томах) было осуществлено в 1588 и 1591 годах, однако наибольшую известность получило переработанное издание 1613 года под редакцией известного швейцарского учёного Каспара Баугина.
Травник Табернемонтануса является одной из наиболее ранних ботанических работ Нового времени, к которой могут быть применены критерии научности в их современном понимании.

## Биография

### Ранние годы
Якоб Дитрих Мюллер родился в городе Бергцаберне (с 1971 года — Бад-Бергцаберн) герцогства Пфальц-Цвейбрюккен, занимавшего территорию современной земли Рейнланд-Пфальц. Его точная дата рождения неизвестна, предположительно, это 1520, 1522 или 1525 год. Псевдоним Tabernaemontanus, используемый учёным, является латинизированной формой названия родного города Якоба Дитриха, по сути, означает «Бергцабернский». В некоторых источниках к имени Якоба Дитриха добавляется немецкая форма этого псевдонима — von Bergzabern.
В детстве Якоб Дитрих учился у Отто Брунфельса, затем стал учеником знаменитого учёного Иеронимуса Бока, более известного под принятым им самим именем Трагус. Табернемонтанус позже называл Трагуса «mein lieber Praeceptor» — «мой дорогой наставник». Молодой учёный последовал примеру своих учителей, приняв протестантизм.

### Работа врачом
Табернемонтанус решил последовать примеру Иеронимуса Бока: составить и издать хорошо иллюстрированный травник — книгу по траволечению. На его подготовку уходили все личные сбережения врача, которых, однако, было крайне недостаточно из-за высокой цены иллюстраций.
В 1549 году он стал личным целителем герцога Филиппа II, будучи рекомендованным Иеронимусом Боком. В 1552 году Табернемонтанус в качестве врача французской армии короля Генриха II участвовал в успешной обороне Меца от войск римского императора Карла V. Как и многие средневековые медики, Табернемонтанус полагал, что болезни, возникающие на данной территории, должны лечиться предлагаемыми провидением подручными средствами. Для лечения раненых он в основном использовал полынь, произраставшую в достатке в этом регионе.
На протяжении всей жизни Табернемонтанус занимался изучением симптомов чумы и поиском лекарства от этой болезни. В 1551 году была закончена его первая научная статья, Gewisse vnnd erfahren Practick, которую он посвятил братьям герцога Филиппа Иоганну и Адольфу (издана в 1564 году). В ней он предлагал способы предохранения от заражения этой болезнью. Табернемонтанус резко осуждал также проявление уважения к больным чумой, «отбросам мира», которые «верят в свою блаженность, гордятся ей, надеются, что вера спасёт их». Примерно в это же время Табернемонтанус переехал в резиденцию Филиппа II в Хорнбахе. Герцог умер бездетным в июне 1554 года. До 1560 года Табернемонтанус жил в Саарбрюккене у Петера Нимбса, затем переехал в Вайсенбург. Был ли он чьим-то личным врачом или районным аптекарем, неизвестно; предполагается, что он на время оставил медицину, потрясённый смертью герцога. Статью Ordenliche gewisse vnnd bewerte Cur vnd hilff für das schmertzlich Seitenstechen (1561) он посвятил Нимбсу.
26 августа 1562 года, в возрасте около 40 лет, Якоб Дитрих был записан в Гейдельбергский университет. Через два года, в 1564-м, он покинул университет, став личным врачом епископа Шпайерского Маркварда фон Хаттштайна. Он сопровождал его во время поездок по стране. Во Франкфурте-на-Майне епископ заболел и был вынужден находиться в городе 9 месяцев. Табернемонтанус безрезультатно пытался вылечить его минеральными водами источника близ Веттера. Несколько дней Табернемонтанус провёл в Майнце, вылечил майнцского вице-канцлера Симона Багена, а также видама Филиппа Бренделя Гомбургского, страдавшего от болей в животе, особенно после употребления местной воды. Филиппу Бренделю Гомбургскому он посоветовал пить воду из Фильбеля. Вместе с Филиппом Бренделем Гомбургским Табернемонтанус впервые посетил Швальбах (Шёффенгрунд), лечебные свойства вод которого были известны и ранее. После употребления вод Швальбаха выздоровел и епископ Марквард. Он был готов оплатить расходы на издание книги Якоба Теодора по ботанике, однако в 1581 году умер.
В 1568 году Табернемонтанус издал ещё одну статью, Regiment vnd Rahtschlag, посвятив её своему шурину, имя которого он не называет, вдохновившему его на создание этой публикации. Впоследствии Табернемонтанус стал личным врачом пфальцграфа Рейнского Иоганна-Казимира. В 1577 году он выпустил книгу Neuwes Arztney Buch, переработанную версию публикации Кристофа Вирзунга (Вирзунг, работавший врачом в Аугсбурге, умер в 1571 году), посвятив её жене Иоганна-Казимира, принцессе Елизавете Саксонской, «создавшей прекрасную аптеку, протянув руку к народу, главным образом к бедноте». В ней он впервые назвал себя «доктором медицины», что даёт основания полагать, что эту учёную степень он получил несколькими годами ранее в Гейдельберге. В 1581 году он издал книгу Neuw Wasserschatz, в которой, помимо давно изучаемых им источников ландграфства Гессен, он собрал и некоторые данные по использованию вод других регионов. Эта работа получила известность и неоднократно переиздавалась. В письме Якобу Теодору друг Табернемонтануса по Гейдельбергскому университету, врач Иоганнес Пост выразил восхищение этой работой. Впоследствии Пост выпустил по две статьи на немецком и латинском, в которых прославлял труд Табернемонтануса.
С 1580 по 1584 год Табернемонтанус работал городским врачом в Вормсе, затем стал главным врачом пфальцграфства Рейнского.

### Травник
После 36 лет (по утверждению самого автора в предисловии) кропотливой работы и постоянного поиска средств Табернемонтанус получил возможность издать часть своего ботанического труда. 10 сентября 1588 года на средства, предоставленные пфальцграфом Иоганном-Казимиром и франкфуртским книгопечатником Николаусом Бассе (Nicolaus Bassaeus), был издан первый том Neuw Kreuterbuch («Нового травника»).
Табернемонтанус стремился объединить качественное описание растения с хорошей иллюстрацией. Подобно Брунфельсу, он считал необходимым описывать и зарисовывать не только цветки, но и все остальные подземные и надземные части растения. Табернемонтанус старался создать не только справочник по лекарственным растениям, но и своего рода карманный определитель (по совету Бока формат страниц первого тома был таким, что книга помещалась в карман) известных ему центрально- и североевропейских растений. Поскольку Якоб Теодор совсем не путешествовал, лишь несколько растений из Южной Европы были включены в книгу. Книга Табернемонтануса содержала на редкость подробные для тех времён сведения о названиях каждого описываемого вида на разных языках наряду с перечислением их основных лекарственных свойств. Группирование растений по признакам, используемое учёным, основывалось на исследованиях Леонарта Фукса и было во многом сходно с гораздо более поздней системой классификации по строению цветка, предложенной Карлом Линнеем.
Всё же Табернемонтанус больше описывал растения с практической точки зрения и поэтому включал в книгу способы их использования. В первом томе содержится самое раннее подробное описание процесса приготовления пива. Табернемонтанус писал, что использоваться могла «любая двух- или трёхчленная комбинация из пшеницы, полбы, ржи и овса в идеале, однако использование каждой из этих зерновых культур в одиночку также возможно». Якоб Теодор описывал также способы сохранения напитка и придания ему различного привкуса. Из его работы известно, что в Англии в то время в пиво добавлялась смесь коричневого сахара, корицы, гвоздики и других пряностей, во Фландрии же, помимо пряностей, использовался мёд в качестве подсластителя. Он указал также, что добавление в пиво лавра, плюща или «голландского мирта» (предположительно, восковницы) предохраняет пиво от прокисания. Практиковавшееся тогда использование вместо хмеля семян белены вызывало опасные нервные заболевания, а при чрезмерном употреблении — смерть. Замена хмеля другим растением, «ивовыми листьями» (имеется ли в виду какой-то вид ивы, не ясно; возможно, восковница — это растение, а не ранее упомянутый «голландский мирт»), по его словам, заставляла пиво слишком быстро охлаждаться, что при потреблении вызывало колики в животе.
Предположительно, 24 августа 1590 года в Гейдельберге Табернемонтанус скончался, так и не закончив книгу.
Через несколько месяцев после смерти Табернемонтануса была издана серия ксилографий без описаний изображённых растений под названием Eicones plantarum — «Рисунки растений». Это была коллекция из более чем 2200 рисунков, состоявшая в основном из копий работ Бока-Трагуса, Фукса, Пьерандреа Маттиоли, Ремберта Додунса, Шарля де Леклюза и Маттиаса де Лобеля, лишь некоторые гравюры были созданы самим Якобом Дитрихом. С ней было издано посвящение ландграфу Гессенскому Филиппу I.
В 1591 году был издан второй том «Нового травника», состоявший из двух частей. Редактором выступил получивший в том же году степень доктора медицины Николаус Браун (Nicolaus Braun). Он родился в 1558 году, в это время работал врачом в Падерборне. В 1597 году Браун был назначен профессором медицины Марбургского университета, ещё через полтора года — профессором «физики». Занимал он эту должность почти до самой смерти в 1624 году.

#### После издания
Через несколько лет после издания «Травника» Табернемонтануса ксилографии из его коллекции были арендованы у Николауса Бассе английским книгоиздателем Джоном Нортоном. В 1597 году Нортон использовал их в качестве иллюстраций к книге за авторством ботаника Джона Джерарда Herball, написанием которой он руководил. Впервые указал на совпадение иллюстраций ещё Маттиас де Лобель, помогавший Джерарду с переводами литературы и обвинивший его в плагиате (впоследствии Джерарду пришлось отказаться от помощи Лобеля). Это объясняет, почему в книге, описывавшей только растения Великобритании, оказались описания и некоторых других растений — текст по настоянию издателя «подгонялся» под набор иллюстраций.
В 1613 году влиятельнейший учёный Каспар Баугин во Франкфурте выпустил переработанное издание «Травника» Табернемонтануса. В 1625 и 1664 годах книга была переиздана в расширенных вариантах в Базеле. Известности Якоба Теодора в XIX веке поспособствовала публикация Иоганном Людвигом Кёнигом в 1731 году ещё одной версии книги, Neu vollkommen Kräuter-buch. Она была отредактирована задолго до выпуска Иеронимусом Баугином (1637—1667) — родственником Каспара Баугина.
В 12-м пункте («афоризме») знаменитого сочинения Карла Линнея «Философия ботаники» (1751) перечисляются «описатели» — учёные, составившие очерки растений. К учёным, очерки которых устарели, отнесены учителя Табернемонтануса — Брунфельс и Трагус; сам же Табернемонтанус отнесён Линнеем к тем, чьи очерки «употребляемы и поныне».

### Медицина Табернемонтануса
Табернемонтанус был ярым критиком «сложной» медицины и химических лекарств Парацельса, он предпочитал «простые» античные методы — лечение травами и другими естественными средствами. Последователей Парацельса он называл «новообъявленными докторами-шарлатанами, смешивающими три части лжи с одной частью правды». Подобного же мнения придерживались многие средневековые врачи, например, Иоганн Бехер. Однако Табернемонтанус достиг небывалых по тем временам успехов в исцелении с помощью минеральных вод (бальнеотерапии).
В собрании портретов-гравюр Bibliotheca chalcographica (часть 9, 1652—1659) Жан-Жака Буассара и Теодора де Бри помещён портрет Якоба Теодора, под которым располагается следующий текст:

Гиппократом среди врачей, каким был в своё время Гален, был Теодор.
Оригинальный текст (лат.)Hippocrates inter Medicos, quondamque Galenus, Dum fuit in vivis, Hic Theodorus erat.

### Личная жизнь
О происхождении родителей Табернемонтануса ничего не известно. Указывается, что сам Якоб Теодор был трижды женат и имел не менее 18 детей. О рождении многих из них известно только из предисловий к его работам, в которых различные лица именуются крёстными отцами и матерями его детей. В Хорнбахе, то есть до 1554 года, родились первые два сына Якоба Теодора, в Саарбрюккене родились ещё один сын и дочь. Старший сын Табернемонтануса, Иоганн Якоб, жил в Париже, некоторое время работал врачом в Гейдельберге, а в августе 1587 года стал врачом шпайерского Высшего суда. Указывается, что он погиб, упав с балки. Второй, Филипп Якоб Теодор, стал врачом Высшего суда в 1585 году, до своей смерти работал личным врачом епископа Шпайерского Эберхарда. Об именах и судьбах остальных детей, а также жён Табернемонтануса, ничего не известно.

## Названы в честь Табернемонтануса
Именем Якоба Теодора французский ботаник Шарль Плюмье в 1703 году назвал растение табернемонтана. Впоследствии это название было принято Карлом Линнеем в Species plantarum для рода семейства Кутровые — Tabernaemontana L., 1753. Цветки многих видов табернемонтаны обладают приятным сладким запахом, это растение родом из тропиков часто выращивается как декоративное.
Томас Уолтер, исследователь флоры Северной Америки, в 1788 году опубликовал описание растения Amsonia tabernaemontana Walter. В 1805 году Карл Кристиан Гмелин назвал в честь Табернемонтануса вид растений Sciprus tabernaemontani, принятым в настоящее время названием которого является Schoenoplectus tabernaemontani (C.C.Gmel.) Palla. Пауль Ашерсон в 1891 году по рисунку из книги Табернемонтануса описал растение Potentilla tabernaemontani, позднее синонимизированное с Potentilla neumanniana Rchb..

## Комментарии
1. ↑  До конца XVI века в языках, записываемых на латинице, буквы v и u не различались. Вплоть до XIX века v использовалась в начале слова, а u — в середине. Поэтому возможны варианты записи названий работ Табернемонтануса с использованием как v, так и с u.
2. ↑  В некоторых источниках середины XIX века сообщалось, что Табернемонтанус получал высшее образование в Париже. В 1898 году историк и биограф Фердинанд Рот[нем.] указал на ошибочность этих сведений.
3. ↑  В Средние века под физикой понималась наука о природе в целом, позднее разделившаяся на собственно физику, биологию, философию и другие науки.
4. ↑  Первый том несколько раз переиздавался под первоначальным кратким названием «Neuw Kreuterbuch», второй и третий — с припиской «D. Jacobi Theodori Tabernaemontani». Орфография в названии работы менялась со временем.